# Lenguas fino-volgaicas
Fino-Volgaica o  Fenno-Volgaica es un hipotético  subgrupo de lenguas urálicas que intentó agrupar las lenguas fino-bálticas, lenguas sami, lenguas mordvínicas e idioma mari. Fue hipotetizada de haber brotado de las lenguas fino-pérmicas alrededor del 2000 a. C.
Lenguas finesas y sami a veces se agrupan en lenguas fino-laponas, mientras las mordvínicas y el mari fueron antiguamente agrupados juntos como grupo extinto de lenguas volga-finesas.
La etapa actual de la investigación rechaza las lenguas Volga-finesas, mientras que la validación de las fino-laponas y fino-pérmicas sigue siendo controvertida.
Solo una sola característica fonológica que unifica a las lenguas fino-volgaicas se ha propuesto: la pérdida de la consonante *w antes de vocal redondeada.